# جنایتکاران (بازی ویدئویی)
جنایتکاران (به انگلیسی: Cutthroats) یک بازی ویدئویی ماجرایی تعاملی با تم تخیلی می‌باشد که توسط «مایکل برلین» و «جری وولپر» طراحی و توسط شرکت اینفوکام در سال ۱۹۸۴ منتشر شد. مانند بسیاری از بازی‌های ساخت شرکت اینفوکام، این عنوان هم بر روی پلتفرم‌های معروف آن دوران منتشر گردید. این بازی سیزدهمین محصول شرکت اینفوکام می‌باشد.

## داستان بازی
مکان داستان بازی در اطراف جزیره‌ای با نام Hardscrabble می‌باشد، این جزیره برای قرن‌ها به عنوان یکی از مهم‌ترین بنادر مطرح بود، اما صنعت ماهیگیری این جزیره در دهه ۲۰ میلادی نابود شد.
قهرمان بازی یک غواص ماهر است که در شبی از طرف یک ملوان پیر به نام Hevlin، صاحب نقشه کشتی غرق شده‌ای می‌شود. این ملوان از او می‌خواهد که برای مدتی نقشه را به امانت نزد خود نگه دارد، اما بلافاصله این ملوان توسط شخص ناشناسی به قتل می‌رسد. بازیباز متوجه می‌شود که شخصی شدیداً دنبال به دست آوردن این نقشه می‌باشد.
با شروع قصد قهرمان برای به دست آوردن گنج غرق شده، افراد بسیاری به او پیشنهاد کمک و همکاری می‌دهند که بسیاری از آن افراد غیرقابل اعتماد هستند. پیشرفت بازیباز در طول بازی فقط با ارتباط مناسب با افراد قابل اعتماد شکل می‌گیرد. با شروع کاوش در زیر دریا، بازیباز باید برای کامل کردن بازی اقدام به پیدا کردن محل گنج و به دست آوردن آن نماید.

## نکات و حواشی بازی
- در تمام بسته بازی‌های ساخت شرکت اینفوکام، وسایل جانبی جالبی و مرتبط با موضوع همان بازی وجود داشتند که اصطلاحاً feelies نامیده می‌شدند. feeliesهای موجود در این شامل موارد زیر بودند:
  - یک مجله تخیلی و ماجرایی با نام True Tales of Adventure
  - مدل کوچک چهار کشتی غرق شده در اطراف جزیره Hardscrabble، یک کتاب تخیلی که توسط ناشری تخیلی با نام Hardscrabble Harbor Historical Society منتشر شده‌است.
  - یک نقشه از زیر دریا که موقعیت چهار کشتی غرق شده در اطراف جزیره را مشخص می‌کند.
  - یک «لیست قیمت» به ظاهر بی ربط به بازی که برای مختصات دهی دقیق در زیر دریا می‌تواند بسیار به بازیباز کمک کند.
- این بازی دارای درجه سختی استاندارد و معمولی می‌باشد.
- حدود ۶۸ مکان مختلف در بازی وجود دارد.[۴]